# Aéroport international d'Appleton
Pour les articles homonymes, voir ATW.
L'aéroport international d'Appleton (code IATA : ATW • code OACI : KATW), anciennement aéroport régional du comté d'Outagamie, est un aéroport international situé dans le comté d'Outagamie dans l'État du Wisconsin.
Une première piste de 1 580 m avait été créée en 1965. Il est passé du statut d'aéroport régional à international en 2015.
Il dispose actuellement de deux pistes respectivement de 2 439 m et 1 982 m.

## Situation
| \| 50 km1:7 465 000 \| Appleton Green Bay La Crosse Madison Milwaukee Mosinee Rhinelander Eau Claire |
| 50 km1:7 465 000                                                                                     |

## Compagnies et destinations
| Compagnies       | Destinations |
| ---------------- | --- |
| Allegiant Air    | Denver, Las Vegas-Harry-Reid, Orlando-Sanford, Phoenix-Mesa-Gateway, Punta Gorda (Floride), St. Petersburg-Clearwater En saison : Nashville |
| American Eagle   | Chicago-O'Hare |
| Delta Air Lines  | Atlanta H.-Jackson En saison : Minneapolis-Saint-Paul                                                                                       |
| Delta Connection | Atlanta H.-Jackson, Détroit, Minneapolis-Saint-Paul                                                                                         |
| United Express   | Chicago-O'Hare, Denver |

Édité le 16/05/2020